# Кучкаєво
Кучка́єво (рос. Кучкаево, ерз. Кучкайвеле) — село у складі Великоігнатовського району Мордовії, Росія. Входить до складу КУчкаєвського сільського поселення.

## Населення
Населення — 249 осіб (2010; 272 у 2002).
Національний склад (станом на 2002 рік):
- росіяни — 85 %